# Cuscutaceae
Cuscutaceae é uma família de plantas dicotiledóneas que é composta por 170 espécies do género Cuscuta.
São plantas herbáceas parasitas das partes aéreas dos hospedeiros, de aspecto filamentoso, caule não clorofilino, de folhas muito reduzidas, de sistema radicular efémero, das regiões temperadas a tropicais.
A classificação filogenética incorpora este género na família Convolvulaceae.